# Апстрактни уговори
Апстрактни уговори су они код којих није назначен циљ (кауза) тако да се не зна због чега се странке обвезују. И апстрактни уговори имају каузу само она није видљива већ је вољом странака апстрахована па за трећа лица она остаје непозната. Примери апстрактних уговора су меница и чек, јер се ту не види зашто се једна страна обавезала да исплати одређену суму новца другој страни. За закључење ових уговора захтева се најчешће и испуњење одређене форме, најчешће писмене. То значи да су апстрактни уговори уједно и формални. Апстрактност и фомалност су нераздвојиво повезани због захтева правне сигурности. Ови уговори често покривајући своју каузу крију и неки недозвољен посао па се формом то покушава отклонити. 
У првобитном римском праву сви уговори су били строго формални и апстрактни. Један од најдуже практикованих апстрактних уговора у римском праву била је стипулација. 
У данашњем праву сврха апстрактних уговора је убрзање правног промета. ЗОО предвиђа да свака уговорна обавеза мора имати допуштен основ (каузу). Апстрактни уговор се увек може свести на каузалан вољом странака, приговором једне стране у току спора или по службеној дужности ако је у питању ништав уговор.

## Значај
У случају спора положај повериоца у апстрактном уговору далеко је повољнији од његовог положаја уколико је реч о каузалном уговору. Он је ослобођен терета доказивања постојања каузе. За подношење тужбе довољно је поднети писмено о уговору па да се претпостави да је кауза присутна.